# Judeoconverso (España)

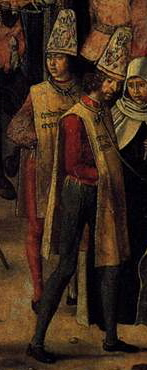
Detalle del cuadro de Pedro Berruguete "Auto de fe" (h. 1500), en el que aparecen dos penitenciados por la Inquisición española, probablemente judeoconversos, llevando sus respectivos sambenitos

Judeoconverso es el nombre que recibe el judío que se ha convertido a otra religión. En los reinos cristianos de la península ibérica las conversiones masivas de judíos al cristianismo, en su mayoría forzadas, tuvieron lugar en los años que siguieron a las terribles matanzas de judíos de 1391  y en los cuatro meses de 1492 que los Reyes Católicos dieron de plazo para la expulsión de los judíos de la Corona de Castilla y de la Corona de Aragón, y en los años siguientes cuando varios miles de judíos retornaron y se bautizaron. A partir 1492 todos los habitantes de ascendencia judía de las dos coronas eran judeoconversos, también llamados cristianos nuevos. Los que siguieron  practicando la religión judaica en secreto, denominados marranos, fueron objeto de una dura persecución por la Inquisición española creada en 1478 precisamente para resolver el llamado "problema converso". Además los conversos en general, aunque fueran unos fervorosos cristianos, fueron objeto de una discriminación "racista", por medio de los estatutos de limpieza de sangre que los excluyó de algunas instituciones y dificultó su ascenso social.

## Judeoconversos en elsigloXV

### La primera oleada de conversiones: las matanzas de judíos de 1391
En los siglos XII y XIII se recrudeció el antijudaísmo cristiano en el Occidente medieval, del que los reinos cristianos peninsulares no fueron en absoluto ajenos –en el código castellano de las Partidas se recordaba que los judíos vivían entre los cristianos «para que su presencia recuerde que descienden de aquellos que crucificaron a Nuestro Señor Jesucristo»-, pero los reyes siguieron "protegiendo" a los judíos por el importante papel que desempeñaban en sus reinos.
En el siglo XIV se termina el periodo de "tolerancia" hacia los judíos pasándose a una fase de conflictos crecientes, debido a que "las guerras y las catástrofes naturales que preceden y siguen a la Peste Negra [de 1348] crean una situación nueva. […] [La gente] se cree víctima de una maldición, castigada por pecados que habría cometido. El clero invita a los fieles a arrepentirse, a cambiar de conducta y regresar a Dios. Es entonces cuando la presencia del pueblo deicida [el pueblo judío] entre los cristianos se considera escandalosa". En la Corona de Castilla la violencia antijudía se relaciona estrechamente con la guerra civil del reinado de Pedro I en la que el bando que apoya a Enrique de Trastámara utiliza como arma de propaganda el antijudaísmo y el pretendiente acusa a su hermanastro, el rey Pedro, de favorecer a los judíos. Muchos judíos son asesinados, otros son esclavizados y sus sinagogas incendiadas.
Pero la primera gran catástrofe para los judíos de la península ibérica tiene lugar en 1391 cuando las juderías de la Corona de Castilla y de la Corona de Aragón son masacradas. Los asaltos, los incendios, los saqueos y las matanzas se inician en junio en Sevilla, donde cientos de judíos son asesinados, sus casas saqueadas y las sinagogas convertidas en iglesias. Algunos judíos logran escapar; otros, aterrorizados, piden ser bautizados. Desde Sevilla la violencia antijudía se extiende por Andalucía y luego pasa a Castilla. En agosto alcanza a la Corona de Aragón. En todas partes se reproducen los asesinatos, los saqueos y los incendios. Los judíos que logran salvar la vida es porque huyen –muchos se refugian en el reino de Navarra, en el reino de Portugal o en el reino de Francia; otros se marchan al norte de África- y sobre todo porque aceptan ser bautizados, bajo la amenaza de muerte.
Además tras la revuelta de 1391 se recrudecen las medidas antijudías -en Castilla se ordena en 1412 que los judíos se dejen barba y lleven un distintivo rojo cosido a la ropa para poder ser reconocidos; en la Corona de Aragón se declara ilícita la posesión del Talmud y se limita a una el número de sinagogas por aljama- y las órdenes mendicantes intensifican su campaña de proselitismo -en la que destaca el dominico valenciano Vicente Ferrer-  para que los judíos se conviertan y que recibe el apoyo de los monarcas –en la Corona de Aragón se decreta que los judíos asistan obligatoriamente a tres sermones al año-. Como consecuencia de las masacres de 1391 y las medidas que le siguieron, hacia 1415 más de la mitad de los judíos de Castilla y de Aragón habían renunciado a la Ley Mosaica y se habían bautizado, entre ellos muchos rabinos y personajes importantes. Así tras las matanzas de 1391 y las predicaciones que las siguieron, hacia 1415 apenas cien mil judíos se mantuvieron fieles a su religión en las coronas de Castilla y de Aragón. Como ha señalado Joseph Pérez, "el judaísmo español nunca se repondrá de esta catástrofe".

### El nacimiento del "problema converso"  y la creación de la Inquisición
En el siglo XV el problema principal dejan de serlo los judíos para pasar a serlo los conversos, cuyo número según Joseph Pérez probablemente estaría cercano a los doscientos mil. Como muchos de ellos se habían bautizado bajo la presión de las matanzas de 1391 y las medidas antijudías que les siguieron siempre fueron mirados con desconfianza por los que se empiezan a llamar a sí mismos cristianos viejos.
En el siglo XV las posiciones abandonadas por los judíos fueron ocupadas en su mayoría por los conversos, que se concentran allí donde habían florecido las comunidades judías antes de 1391. Se ocupan de las actividades que antes desempeñaban los judíos -el comercio, el préstamo, el artesanado- y ahora con la ventaja añadida de que al ser cristianos pueden acceder a oficios y profesiones que antes estaban prohibidas a los judíos. Algunos incluso ingresan en el clero llegando a ser canónigos o priores. E incluso obispos.
El ascenso social de los conversos fue visto con recelo por los cristianos viejos, un resentimiento que se vio acentuado por la conciencia por parte aquellos de que poseían una identidad diferenciada, orgullosos de ser cristianos y de tener ascendencia judía, que era el linaje de Cristo. Así cuando en Castilla entre 1449 y 1474 se vivió un período de dificultades económicas y de crisis política (especialmente durante la guerra civil del reinado de Enrique IV) estallaron revueltas populares contra los conversos, de las que la primera y más importante fue la que tuvo lugar en 1449 en Toledo, durante la cual se  aprobó  una Sentencia-Estatuto que prohibía el acceso a los cargos municipales de «ningún confesso del linaje de los judíos» –el primer estatuto de limpieza de sangre-. El origen de las revueltas era económico –en Andalucía especialmente se vivía una situación de hambre, agravada por una epidemia de peste- y en principio "no van dirigidas especialmente contra los conversos. Son los partidos y los demagogos los que se aprovechan de la exasperación del pueblo y la dirigen contra los conversos".
Para justificar los ataques a los conversos se afirma que estos son falsos cristianos y que en realidad siguen practicando a escondidas la religión judía. Según Joseph Pérez, "es un hecho probado que, entre los que se convirtieron para escapar al furor ciego de las masas en 1391, o por la presión de las campañas de proselitismo de comienzos del siglo XV, algunos regresaron clandestinamente a su antigua fe cuando pareció que había pasado el peligro; de éstos se dice que judaízan. La acusación de criptojudaísmo se hace más verosímil cuando se conocen algunos casos de destacados conversos que siguieron observando los ritos judaicos después de su conversión. Pero los conversos que judaizaban, según Joseph Pérez, fueron una minoría aunque relativamente importante. Lo mismo afirma Henry Kamen cuando dice que "puede afirmarse que a finales de la década de 1470 no había ningún movimiento judaizante destacado o probado entre los conversos". Además señala que cuando se acusaba a un converso de judaizar, en muchas ocasiones las "pruebas" que se aportaban eran en realidad elementos culturales propios de su ascendencia judía –como considerar el sábado, no el domingo, como el día de descanso—, o la falta de conocimiento de la nueva fe –como no saber el credo o comer carne en Cuaresma—.

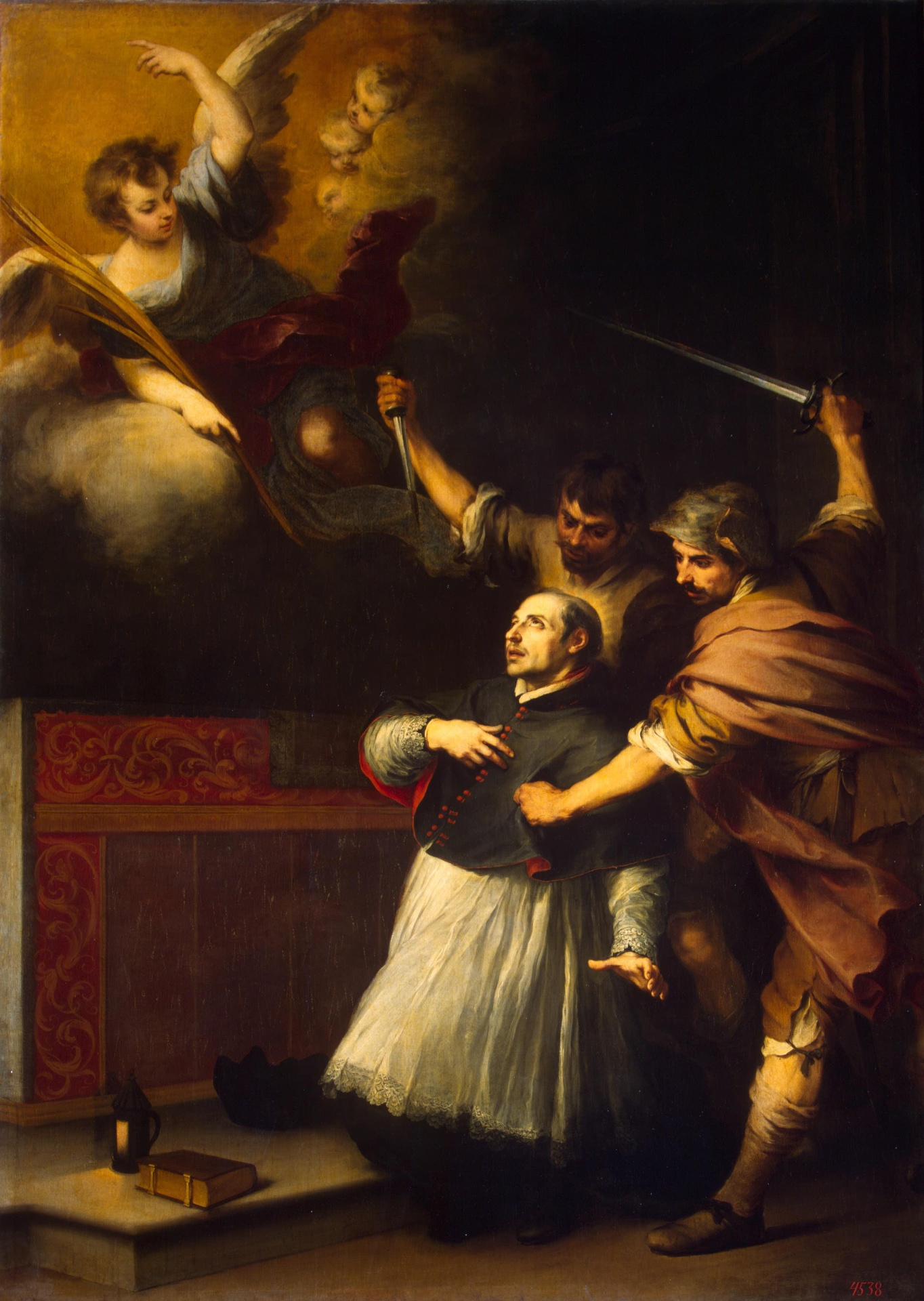
Asesinato del inquisidor Pedro de Arbués (1664), por Murillo (originalmente en la Capilla de la Inquisición, Sevilla. Actualmente en el Museo del Hermitage, San Petersburgo). El crimen de Arbués suscitó el horror y la indignación en todo el reino y acrecentó el odio hacia los conversos y hacia los judíos, desatándose una feroz represión.

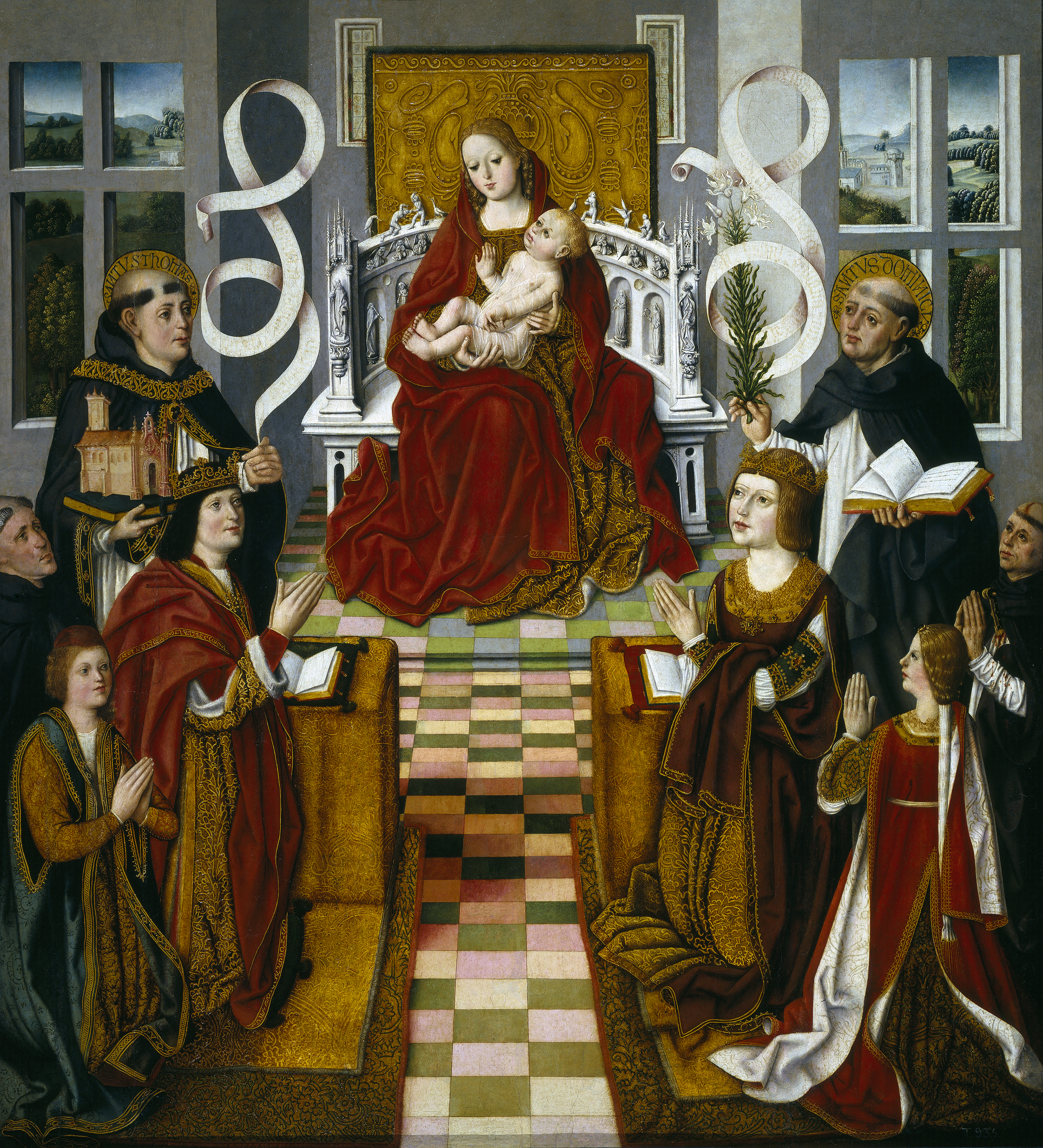
Cuadro Virgen de los Reyes Católicos en el que aparece arrodillado detrás del rey Fernando el Católico, el inquisidor general Tomás de Torquemada, y arrodillado detrás de la reina el inquisidor de Aragón Pedro de Arbués.

Así es como nace el "problema converso". El bautizado no puede renunciar a su fe según la doctrina canónica de la Iglesia por lo que el criptojudaísmo es asimilado a la herejía, y como tal debe ser castigada. Así lo empiezan a reclamar diversas voces incluidas las de algunos conversos que no quieren que se ponga en duda la sinceridad de su bautismo por culpa de esos "falsos" cristianos que empiezan a ser llamados marranos. Y además se extiende la idea de que la presencia de los judíos entre los cristianos es lo que invita a los conversos a seguir practicando la Ley de Moisés.
Cuando en 1474 accede al trono Isabel I de Castilla, casada con el heredero de la Corona de Aragón, el futuro Fernando II de Aragón, el criptojudaísmo no se castigaba, "no, por cierto, por tolerancia o indiferencia, sino porque se carecía de instrumentos jurídicos apropiados para caracterizar este tipo de delito". Por eso cuando deciden afrontar el "problema converso", sobre todo después de que el prior de los dominicos de Sevilla, fray Alonso de Ojeda, les remite en 1475 un informe alarmante sobre la cantidad de conversos que en esa ciudad judaízan, incluso de manera abierta, se dirigen al papa Sixto IV para que les autorice a nombrar inquisidores en sus reinos, lo que el pontífice les concede por la bula Exigit sincerae devotionis del 1 de noviembre de 1478. "Con la creación del tribunal de la Inquisición dispondrán las autoridades del instrumento y de los medios de investigación adecuados". Según Joseph Pérez, Fernando e Isabel "estaban convencidos de que la Inquisición obligaría a los conversos a integrarse definitivamente: el día en que todos los nuevos cristianos renunciaran al judaísmo nada les distinguiría ya de los otros miembros del cuerpo social".

## La segunda oleada de conversiones: la expulsión de los judíos en 1492
Los primeros inquisidores nombrados por los reyes llegan a Sevilla en noviembre de 1480, "sembrando en seguida el terror" entre los conversos de la ciudad y de toda Andalucía. En los primeros años y solo para esta ciudad dictan 700 sentencias de muerte y más de cinco mil reconciliaciones –es decir, penas de cárcel, de exilio o simples penitencias- que van acompañadas de la confiscación de sus bienes y la inhabilitación para cargos públicos y beneficios eclesiásticos.
En sus investigaciones los inquisidores descubrieron que desde hacía tiempo muchos conversos se reunían con sus familiares judíos para celebrar las fiestas judaicas e, incluso, asistir a las sinagogas. Además guardaban el sábado y los ayunos y rezaban oraciones judías. Esto los convence de que no lograrán acabar con el criptojudaísmo si los conversos siguen manteniendo el contacto con los judíos, por lo que piden a los reyes que sean expulsados de Andalucía. Estos lo aprueban y en 1483 dan un plazo de seis meses para que los judíos de las diócesis de Sevilla, Córdoba y Cádiz se marchen a Extremadura.

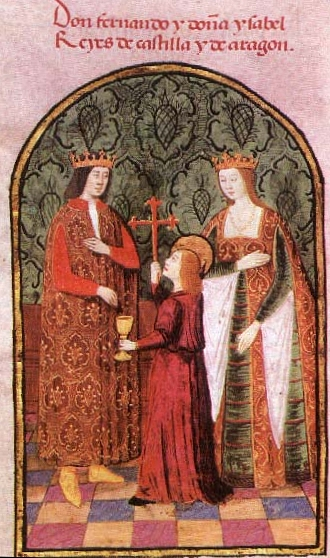
Isabel I de Castilla y Fernando II de Aragón.

El 31 de marzo de 1492, poco después de finalizada la guerra de Granada, los Reyes Católicos firmaron en Granada el decreto de expulsión de los judíos, aunque este no se haría público hasta finales del mes de abril. Unos meses antes un auto de fe celebrado en Ávila en el que fueron quemados vivos tres conversos y dos judíos condenados por la Inquisición por un presunto delito de crimen ritual contra un niño cristiano (el que será conocido como el Santo Niño de La Guardia) contribuyó a crear el ambiente propicio para la expulsión.
Aunque en el decreto de expulsión no se hacía referencia a una posible conversión, esta alternativa estaba implícita. El drama que vivieron los judíos sobre la terrible decisión que tenían que tomar lo recoge una fuente contemporánea:

Algunos judíos, cuando se les acababa el término, andaban de noche y de día como desesperados. Muchos se volvieron del camino… y recibieron la fe de Cristo. Otros muchos, por no privarse de la patria donde habían nacido y por no vender en aquella ocasión sus bienes a menos precio, se bautizaban

Los judíos más prominentes, con pocas excepciones entre las que destaca la de Isaac Abravanel, decidieron convertirse al cristianismo. El caso más relevante fue el de Abraham Seneor, rabí mayor de Castilla y uno de los colaboradores más estrechos de los reyes. Él y todos sus familiares fueron bautizados el 15 de junio de 1492 en el monasterio de Guadalupe, siendo sus padrinos los reyes Isabel y Fernando. Tomó el nombre de Fernán Núñez Coronel y su yerno Mayr Melamed el de Fernán Pérez Coronel –el mismo nombre de pila que el del rey—. A este caso, como al de Abraham de Córdoba, se le dio mucha publicidad para que sirviera de ejemplo para el resto de miembros de su comunidad. De hecho durante los cuatro meses de plazo tácito que se dio para la conversión muchos judíos se bautizaron, especialmente los ricos y los más cultos, y entre ellos la inmensa mayoría de los rabinos.
Un cronista de la época relata la intensa campaña de propaganda que se desplegó:

A todas las aljamas y comunidades dellas fueron hechas muchas predicaciones en todas las sinagogas y en las plazas y en las iglesias y por los campos, por los sabios varones de España; y les fue predicado el santo evangelio y la doctrina de la santa madre Iglesia, y les fue predicado y probado por sus mismas Escrituras, cómo el Mesías que aguardaban eran Nuestro Redentor y Salvador Jesucristo, que vino en el tiempo convenible, el cual sus antepasados con malicia ignoraron, y todos los otros que después dellos vinieron nunca quisieron dar oído a la verdad; antes, engañados por el falso libro del Talmud, teniendo la verdad ante sus ojos y leyéndola en su ley cada día, la ignoraban e ignoraron.

Los judíos que decidieron no convertirse "tuvieron que prepararse para la marcha en tremendas condiciones". Un cronista de la época escribió:

Vendieron y malbarataron cuanto pudieron de sus haciendas… y en todo hubieron siniestras venturas, ca hubieron los cristianos sus haciendas, muy muchas y muy ricas casas y heredamientos por pocos dineros; y andaban rogando con ellas y no hallaban quien se las comprase y daban una casa por un asno y una viña por poco paño o lienzo, porque no podían sacar oro ni plata.

Algunos pocos en el último momento decidieron bautizarse para poder quedarse. Así lo relata Andrés Bernaldez, párroco de Los Palacios:

Iban con muchos trabajos y fortunas; unos cayendo, otros levantando, otros muriendo, otros naciendo, otros enfermando, que no había cristiano que no hubiese dolor de ellos y siempre por do iban los convidaban al bautismo y algunos, con la cuita, se convertían y quedaban, pero muy pocos, y los rabíes los iban esforzando y hacían cantar a las mujeres y mancebos y tañer panderos.

El motivo que se aduce en el decreto para expulsar a los judíos es que servían de ejemplo e incitaban a los conversos a volver a las prácticas de su antigua religión:

Bien es sabido que en nuestros dominios, existen algunos malos cristianos que han judaizado y han cometido apostasía contra la santa fe Católica, siendo causa la mayoría por las relaciones entre judíos y cristianos.

Según Joseph Pérez, "lo que les preocupaba [a los reyes] era la asimilación total y definitiva de los conversos; para ello fracasadas las medidas anteriores [la reclusión de los judíos en guetos, la creación de la Inquisición], acuden a una solución drástica: la expulsión de los judíos para arrancar el mal". "A la inquisición le pareció la expulsión de los judíos la mejor forma de acabar con los conversos judaizantes: quitada la causa –la comunicación con judíos—, desaparecería el efecto". Asimismo, "los reyes debieron pensar que la perspectiva de la expulsión animaría a los judíos a convertirse masivamente y que así una paulatina asimilación acabaría con los restos del judaísmo. Se equivocaron en esto. Una amplia proporción prefirió marcharse, con todo lo que ello suponía de desgarramientos, sacrificios y vejaciones, y seguir fiel a su fe. Se negaron rotundamente a la asimilación que se les ofrecía como alternativa".
Como algunos judíos identificaban España, la península ibérica, con la Sefarad bíblica, los judíos expulsados por los Reyes Católicos recibieron el nombre de sefardíes. Estos, además de su religión, mantuvieron sus costumbres y particularmente conservaron su lengua, el judeoespañol, que derivaba del castellano que se hablaba en el siglo XV.
Varios miles de judíos expulsados regresaron al poco tiempo a causa del maltrato que sufrieron en algunos lugares de acogida, como en el reino de Fez (Marruecos). La situación de los que retornaron se regularizó con una orden del 10 de noviembre de 1492 en la que se establecía que las autoridades civiles y eclesiásticas tenían que ser testigos del bautismo de los judíos y en el caso de que se hubiesen bautizado antes de volver se exigían pruebas y testimonios que lo confirmasen. Asimismo, pudieron recuperar todos sus bienes por el mismo precio al que los hubieran vendido. Los retornos están documentados hasta 1499 por lo menos. Por otro lado, una provisión del Consejo Real de 24 de octubre de 1493 determinó duras sanciones para aquellos que injuriasen a estos cristianos nuevos –llamándolos tornadizos, por ejemplo.

## Judeoconversos después de 1492

### Los marranos y la persecución de la Inquisición
Se ha discutido ampliamente la etimología del término "marrano", y existen diversas opiniones al respecto. Algunos afirman que su origen es incierta, otros lo relacionan con la costumbre judía de no comer cerdo y otros con el verbo marrar ('fallar') en referencia a que esos judíos no se convirtieron de forma sincera. 
También, se encuentra la opinión de que este término, cuyo significado es evidente, fue empleado primero por los judíos de la España medieval antes de la expulsión, para designar a los judíos apóstatas que se convirtieron sinceramente al cristianismo. A estas personas se les conocía como "meshumadim", en hebreo. Es interesante mencionar que la palabra «marrano» nunca fue utilizada oficialmente por la Inquisición.
Durante el período de la expulsión de los judíos, el término "marrano" llegó a ser utilizado de manera despectiva para referirse a todos los judíos que se habían bautizado, en el lenguaje común de la población. Sin embargo, con el tiempo, el uso del término "marrano" evolucionó para describir a una persona que, a pesar de haber sido bautizada como cristiana o de profesar públicamente el cristianismo, practicaba en secreto el judaísmo o criptojudaísmo. Con este nuevo significado también aparecerán otros apelativos con la misma connotación despectiva: cristãos novos, chuetas, alboraicos, ladinos y a naçao.
El término converso se suele reservar a los judíos que se convirtieron y renunciaron completamente a su antigua fe, aunque a veces no queda claro en ciertos autores. Así el marranismo fue una forma de criptojudaísmo, que fue justificado por los rabinos con el argumento de que los judíos podían -e incluso debían- fingir convertirse a otra religión si creían en peligro su vida. Además estos criptojudíos estaban exentos de cumplir aquellas prácticas del culto que pudieran delatarles, y solo se les exigía en última instancia que mantuvieran la fe en sus conciencias.

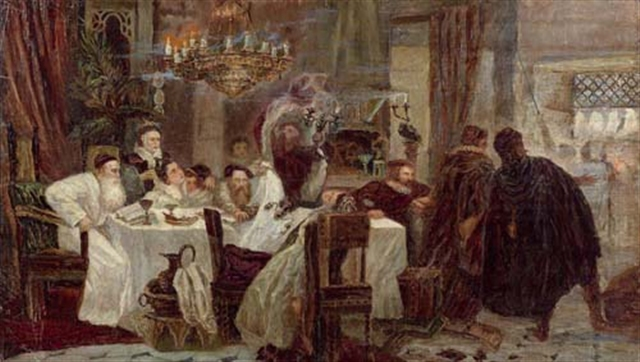
Marranos. Séder de Pésaj secreto en España en la época de la Inquisición. Pintura de historia del artista ruso-judío Moshe Maimon, 1893.

La Inquisición comenzó a actuar inmediatamente contra los judaizantes y en las cuatro décadas siguientes éstos fueron sus principales víctimas. A partir de 1530-1540 los casos juzgados por la Inquisición que tuvieran que ver con judaizantes prácticamente desaparecieron –en el tribunal de Toledo, por ejemplo, solo el 3% de los casos que pasaron por el tribunal entre 1531 y 1560 tuvieron que ver con ellos-. Incluso la Inquisición se ocupó de erradicar la práctica bastante común de llamar "judío" a un enemigo –el agraviado podía llevar su caso ante el Santo Oficio y que este demostrara que no tenía ningún antepasado judío, limpiando así su honor–. Además existen testimonios de contemporáneos de que los judaizantes habían desaparecido. Agustín Salucio utilizó el hecho de que no hubiera ya judaizantes como argumento para denunciar los estatutos de limpieza de sangre en el libro que publicó en 1599. Diego Serrano de Silva escribió en 1623:

[H]oy se ve por larga experiencia de años que las familias que tienen raza desta infección son de corazón fidelíssimos cristianos, devotos y píos, dando sus hijas a religiones, sus hijos al sacerdocio, obrando con manifiesta devoción cristiana

Sin embargo, Henry Kamen afirma que a finales del siglo XVI y principios del siglo XVII continuaba habiendo judaizantes, pero eran "irreconocibles como judíos" porque "virtualmente todos los signos del judaísmo [como la circuncisión, el sabbat, las fiestas judías, abstenerse de comer cerdo] habían desaparecido". "Los que permanecieron aferrados a su identidad mantenían, sin embargo, una fe inquebrantable en el Dios de Israel, transmitían de padres a hijos las pocas oraciones tradicionales que podían recordar y usaban el Antiguo Testamento católico como lectura básica". Aporta como prueba que en la última década del siglo XVI  la Inquisición condenó a varios grupos de judaizantes —singularmente mujeres– en Quintanar de la Orden –donde fueron penitenciadas unas cien personas—, en Granada –con más de 150 personas condenadas– y en Sevilla –89 judaizantes.
Pero la situación cambió con la llegada a Castilla de un gran número de judeoconversos portugueses –en realidad eran judíos castellanos que habían marchado a Portugal en 1492 y que en 1497 habían sido obligados a convertirse- tras la implantación definitiva de la Inquisición portuguesa en 1547 –entre 1547 y 1580 en los tres tribunales de Lisboa, Évora y Coímbra hubo 34 autos de fe, con 169 ejecuciones en persona y 51 en efigie y 1998 penitentes- y sobre todo tras la incorporación por Felipe II del reino de Portugal a la Monarquía Hispánica en 1580, que supuso que la Inquisición portuguesa intensificara la persecución de los que judaizaban –entre 1581 y 1600 hubo en los tres tribunales portugueses 50 autos de fe, en los que fueron ejecutados 162 condenados en persona y 59 en efigie y hubo 2.979 penitenciados-. El problema que se planteó fue que buena parte de estos judeoconversos portugueses eran marranos, porque hasta cincuenta años después de que se les obligara a bautizarse en 1497 no se implantó la Inquisición allí y durante ese tiempo habían podido seguir practicando más o menos abiertamente la fe judaica. No es de extrañar que la Inquisición española comenzara actuar inmediatamente contra ellos. "A partir de la década de 1590, la presencia de judaizantes portugueses en los procesos inquisitoriales se fue haciendo cada vez más significativa",  presencia que se prolongó durante el siglo XVII y principios del siglo XVIII –"de las más de 2.300 personas procesadas por judaizantes por los tribunales españoles entre la década de 1660 y la de 1720, el 43 por 100 era de origen portugués".
El problema para la Inquisición era que la Monarquía tenía necesidad de los marranos portugueses porque un grupo de ellos eran grandes financieros que podían conceder préstamos a la deficitaria Hacienda real -ya en 1604-1605 Felipe consiguió del papa el perdón general a los marranos portugueses por delitos anteriores a cambio de un donativo de casi dos millones de ducados-. El Conde-Duque de Olivares, valido de Felipe IV, protegió a los banqueros y comerciantes marranos portugueses, sobre todo después de la bancarrota del Estado de 1626 que supuso la quiebra para los banqueros genoveses que hasta entonces habían sido los principales financiadores de la Monarquía y que a partir de entonces pasaron a serlo los portugueses. En 1628 Felipe IV concedió "a los banqueros portugueses la libertad para comerciar y establecerse sin restricciones, esperando de ese modo recuperar parte del comercio con las Indias, que ahora estaba en manos extranjeras".

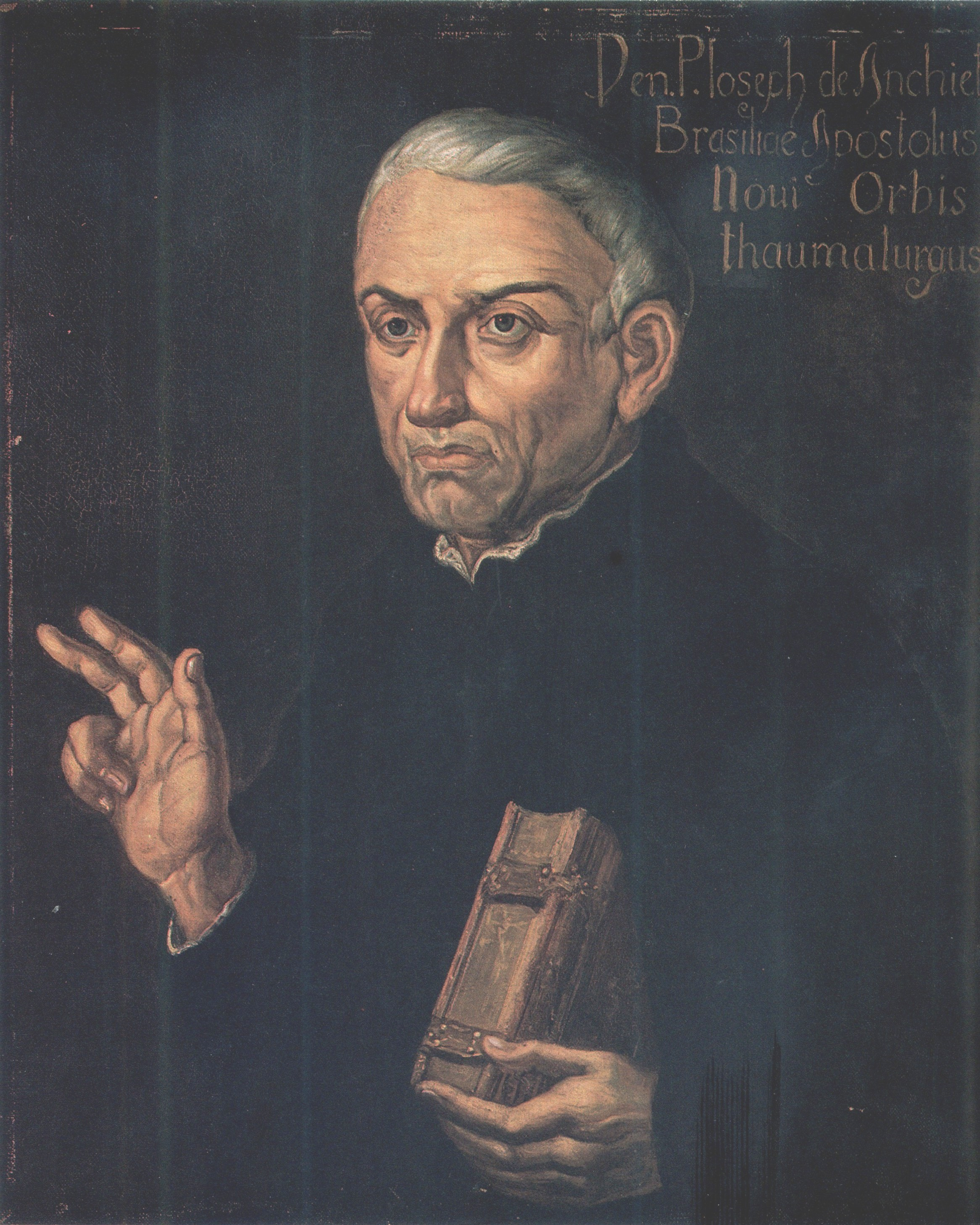
San José de Anchieta (1534–1597), misionero jesuita español en Brasil y uno de los fundadores de Sao Paulo y Río de Janeiro. José de Anchieta era descendiente de judeoconversos por línea materna.

Se dijo incluso que el Conde-Duque había iniciado negociaciones con judíos descendientes de los expulsados en 1492 que vivían en el norte de África y Oriente Próximo para que regresaran, dándoles garantías sobre su seguridad. En una carta de 8 de agosto el padre Pereyra escribía: "El valido [Olivares] anda en que entren los judíos en España". Un cronista anotaba: "He sabido como cosa cierta que se trata de restituir y traer a los judíos, que están en las sinagogas de Holanda y otras partes… Opónese la Santa Inquisición".
Al parecer lo que pretendía Olivares era servirse de las redes marranas sefardíes que se habían extendido por Europa y Oriente Próximo con su epicentro en Ámsterdam, y que estaban constituidas "a base de relaciones de negocio, complicidades religiosas y lazos de parentesco". Gracias a ellas "un marrano, nada más llegar a una ciudad o tierra desconocida, entra rápidamente en contacto con otros marranos, parientes o amigos de amigos, que le ayudan y, muchas veces, le dan la oportunidad de practicar el judaísmo o incluso le incitan a judaizar cuando había dejado de hacerlo".
En la existencia de estas redes organizadas de solidaridad entre los judíos sefardíes está el origen, según Joseph Pérez, del mito de la conspiración judía mundial. Uno de sus primeros propagadores fue el escritor Francisco de Quevedo, quien "siempre sintió gran repulsión y odio a los judíos" como lo demostró en su panfleto Execración de los judíos. El escrito de Quevedo en el que refiere la existencia de un complot judío para manejar los hilos de la política mundial lo tituló La Isla de los Monopantos, que incluyó en 1644 en su obra Sueños. En ella se describía una supuesta reunión secreta celebrada en Salónica, entonces una ciudad del Imperio Otomano y donde vivían miles de sefardíes, entre judíos llegados de todas partes de Europa y los Monopantos, es decir, los cristianos que estaban dispuestos a colaborar con ellos para acabar con el mundo cristiano –entre los que se puede suponer que se encontraría Olivares—.<ref>
Pero la política de Olivares no pudo impedir que la Inquisición actuara, sobre todo en Madrid, donde el comportamiento de los marranos portugueses en la corte a veces "rayaba en la provocación". En 1629 fueron condenados y quemados en un auto de fe presidido por Felipe IV cuatro judeoconversos portugueses que habían profanado y quemado un crucifijo. En 1633 aparecieron en las calles de Madrid pasquines en los que se proclamaba la superioridad de la religión judía sobre la cristiana, lo que dio lugar a la réplica de Quevedo Execración contra los judíos. En esos años la Inquisición procesó por judaizantes a algunos banqueros portugueses como Manuel Fernández Pinto o Juan Núñez Saravía.
Tras la caída de Olivares en 1640 la Inquisición ya pudo actuar libremente y fue deteniendo uno a uno a casi todos los banqueros portugueses. En seguida la persecución se extendió a toda la comunidad de judeoconversos portugueses y "la década de 1650 vio el comienzo de una serie de arrestos indiscriminados y de juicios que reinstauraron el reino del terror para la minoría conversa de origen portugués", afirma Henry Kamen. Algunos escaparon al norte de Europa, especialmente a las Provincias Unidas de los Países Bajos y a su ciudad más importante Ámsterdam, donde retornaron  a la fe judía sin ser perseguidos. Uno de ellos Gaspar Méndez, quien en cuanto llegó a Ámsterdam cambió su nombre por el de Abraham Idana, escribió un duro alegato contra la Inquisición:.

Obligándolos con ynauditos tormentos a que muchos confiesen por fuerza lo que no hicieron, y esto [h]a sido y es causa que muchos [h]an preso, entrando en las cárzeles sin conocimiento de otra cosa más que ser cristianos [h]an salido judíos. Esta fue la causa de retirarme de tierra donde domina tal tribunal.

A partir de 1680 el número de judeoconversos procesados por la Inquisición se va reduciendo, lo que indica, según Henry Kamen, que "la primera generación de conversos portugueses había sido borrada de la faz de la tierra, lo mismo que lo había sido la de los conversos españoles a principios de siglo".
Pero a finales del siglo XVII hubo un último caso de persecución de judeoconversos:  los chuetas de Mallorca —según Joseph Pérez, "la palabra chueta aparece por primera vez en un documento inquisitorial de 1688 para referirse a los judaizantes de Palma que vivían en un barrio en torno a la calle del Sagell"—. Se trataba de una comunidad descendiente de judeoconversos que en 1675 se descubrió que muchos de sus miembros judaizaban secretamente desde hacía más de un siglo –la Inquisición desde 1531, año en que ejecutó al último judaizante, se había ocupado sobre todo de los moriscos-. Aquel año fue quemado vivo un joven de 19 años y en los cuatro años siguientes fueron detenidas varios centenares de personas y sus bienes fueron confiscados por un valor superior a los dos millones y medio de ducados. En la primera mitad de 1679 se celebraron en Mallorca cinco autos de fe en los que hubo 221 ejecuciones. Nueve años después algunos chuetas organizaron una conjura pero fracasó dando lugar a cuatro autos de fe celebrados en 1691 en los que fueron ejecutados 37 condenados en persona y 49 en efigie. Sus sambenitos permanecieron colgados en la iglesia de Santo Domingo de Palma hasta finales del siglo XIX. Al principio de la década ominosa (1823-1833) del reinado de Fernando VII se produjo una violenta represión contra los chuetas y sus casas de la calle de las Platerías fueron saqueadas. La discriminación continuó a lo largo del siglo XIX. A un sacerdote de origen chueta J. Taronjí se le prohibió predicar en 1876; en 1904 al presidente del gobierno de entonces, el mallorquín Antonio Maura, en un debate parlamentario un diputado le gritó: que se calle el chueta. Hasta 1963 no hubo ningún canónigo de origen chueta en el cabildo de la catedral de Palma de Mallorca.

### Discriminación a los judeoconversos: estatutos de limpieza de sangre
Henry Kamen ha relacionado la difusión de los estatutos de limpieza de sangre, establecidos para impedir que los judeoconversos pudieran formar parte de determinadas instituciones, con la actuación de la Inquisición porque el espectáculo de miles de judeoconversos condenados a la hoguera por judaizar convenció a muchas personas de que la religión cristiana debía "ser protegida excluyendo a los conversos de todos los cargos importantes". Precisamente la primera institución que adoptó un estatuto de limpieza de sangre, el Colegio Mayor de San Bartolomé, en Salamanca, lo hizo en 1482, el mismo año en que empezó la Inquisición a actuar en la ciudad.

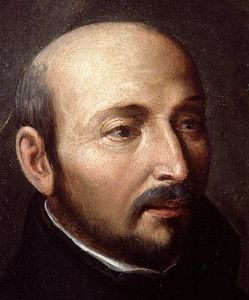
Ignacio de Loyola.

Los Reyes Católicos establecieron la discriminación a los conversos que habían sido penitenciados por la Inquisición —y a la primera o segunda generación de sus descendientes— en 1501 pero no a los conversos en general. Los estatutos de limpieza sangre que incluían a todos fueron decididos por cada institución de forma independiente.
Hacia 1570-1580 las instituciones que exigían pruebas de sangre eran relativamente pocas, aunque los conversos vieron muy limitadas sus posibilidades de ascenso social al no poder acceder a algunas de ellas, como los colegios mayores o las órdenes militares. Según Henry Kamen, las "comunidades del estatuto", como se las llamaba, se reducían "a los seis colegios mayores de Castilla, a algunas órdenes religiosas (jerónimos, dominicos y franciscanos); a la Inquisición  [que aprobó su estatuto de limpieza de sangre en 1572] y algunas catedrales (Toledo, Sevilla, Córdoba, Jaén, Osma, León, Oviedo y Valencia). Prácticamente solo un sector secular se veía afectado por los estatutos: las órdenes militares, (la orden de Santiago adoptó uno de estos estatutos en fecha tardía, en 1555) y su órgano administrativo, el Consejo de Órdenes. Algunos asuntos legales, como el del mayorazgo, también establecieron condiciones de limpieza de sangre. Finalmente, un puñado de municipios y de hermandades, repartidas por Castilla, practicaban también la exclusión". Sin embargo, alguna de estas instituciones eran muy importantes, como es el caso de los colegios mayores, ya que la exclusión de los conversos significaba cerrarles el paso a ocupar los altos cargos eclesiásticos y estatales, o el de las órdenes militares, ya que las encomiendas eran una de las formas de acceder a la nobleza. "El panorama, evidentemente, era negro para los conversos", afirma Kamen.

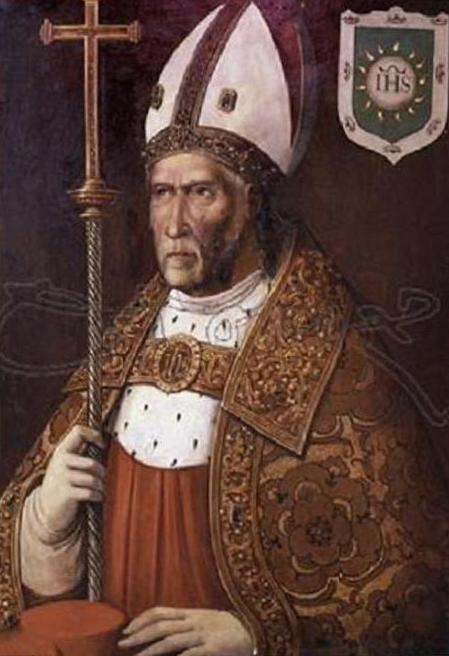
Retrato de Juan Martínez Silíceo, arzobispo de Toledo, por Francisco de Comontes, que consiguió que se aprobara un estatuto de limpieza de sangre en la catedral de Toledo.

A pesar de todo, según Henry Kamen, "el reducido número de instituciones provistas de estatuto... desmiente la idea de que una especie de obsesión por la limpieza de sangre estaba asolando el país", y además "los estatutos nunca formaron parte del derecho público español y nunca figuraron en ningún cuerpo de derecho público. Su validez estaba restringida solo a aquellas instituciones que los habían adoptado". Por otro lado, los estatutos existían casi exclusivamente en la Corona de Castilla. En Cataluña eran desconocidos. Asimismo los estatutos siempre fueron muy criticados, no gozaron de amplia aceptación y en muchos casos no se cumplieron -por ejemplo, en 1557, un año después de que Felipe II confirmara el estatuto de la catedral de Toledo, fue nombrado como canónigo un converso-, además de que se podían burlar mediante el soborno o la presentación de pruebas falsas. Y para entrar en la nobleza no se exigía la limpieza de sangre, aunque los conversos condenados por la Inquisición por herejía podían ser excluidos.
Sin embargo la barrera de la limpieza de sangre existía. Los que tenían que acceder a determinados cargos debían demostrar que entre sus antecesores no había habido nadie condenado por la Inquisición o que era judío o musulmán. En aquella época se consideraba que el estigma que recaía sobre una persona y sobre un linaje –la infamia— era perpetuo, y ni siquiera el bautismo lo podía borrar. Esta doctrina —"básicamente racista", según Kamen— fue fomentada por la Inquisición con su costumbre de colgar en un lugar visible los sambenitos una vez que los condenados habían finalizado el período de castigo "para que siempre aya memoria de la infamia de los herejes y de su descendencia".
Los estatutos de limpieza fueron criticados por ciertos sectores. Una de las personas que mostró una oposición más firme fue Ignacio de Loyola, fundador de la Compañía de Jesús, por lo que los jesuitas admitieron a los conversos, de quienes el rector del colegio jesuita de Alcalá escribió en una carta a Ignacio de Loyola: "se encuentra entre ellos más virtud que entre los cristianos viejos y los hidalgos". El sucesor de Ignacio de Loyola como general de la Compañía en 1556 fue un converso, Diego Laínez, lo que suscitó la oposición entre ciertos sectores de la Iglesia. Francisco de Borja, sucesor de Laínez y cristiano viejo, escribió en una carta que para el Señor "no hay acepción de personas ni distinción entre griego y judío, entre bárbaro y escita". El jesuita Juan de Mariana escribió en su tratado El rey (1599) una dura crítica a los estatutos de limpieza de sangre argumentando que "las notas de la infamia no deben ser eternas, y es preciso fijar un plazo fuera del cual no deben pagar los descendientes las faltas de sus antepasados".
Ese mismo año de 1599 se publicó el alegato más rotundo que se había escrito nunca contra los estatutos y que causó una gran conmoción porque su autor había sido miembro de la Inquisición y además era un prestigioso teólogo dominico de 76 años. Se trataba de Agustín Salucio quien en su Discurso planteó dos críticas a los estatutos: que ya no tenían vigencia porque ya no había conversos que judaizaran y que habían traído más males que bienes —"de la paz dicen que no la puede aver estando dividida la república en dos vandos", afirmaba—. Y concluía: "Gran cordura sería assigurar la paz del reyno limitando los estatutos, de manera que de chistianos vejos [sic] y moriscos y confessos, de todos se venga a hazer un cuerpo unido y todos sean christianos viejos y seguros".
El libro de Salustio, que recibió el apoyo de muchas autoridades civiles y eclesiásticas, abrió una enorme crisis en el seno de la Inquisición, aunque mantuvo la prohibición del mismo. Al libro de Salustio le siguieron otros que criticaban los estatutos, algunos de ellos escritos por miembros destacados de la Inquisición, pero hasta la llegada al poder en 1621 del Conde-Duque de Olivares tras subir al trono Felipe IV no se hizo nada por cambiarlos. En 1623 la Junta de Reformación decretó nuevas normas que modificaban la práctica de los estatutos. Se eliminaban las pruebas de limpieza cada vez que se ascendía o se cambiaba de empleo, no se haría caso de los "rumores" para determinar la limpieza de sangre y tampoco de los testimonios orales que no estuvieran apoyados en pruebas sólidas, así como se prohibía la difusión de las obras en las que aparecían listados de familias de origen judío, como el "Libro Verde de Aragón". Sin embargo, los "consejos, tribunales, colegios mayores y comunidades con estatutos" a los iba dirigida la reforma parece que la incumplieron, a pesar de que como escribió un miembro de la Junta de Reformación eran

causa y principio de mucha multitud de pecados, perjurios, falsedades, pendencias, muertes, pleytos criminales y civiles, y que muchos de los nuestros, viendo que no son admitidos a las honras y oficios de su patria, se hayan ausentado de estos Reynos e ídose a otros, desesperados de verse infamados.

Según Henry Kamen, la limpieza de sangre "nunca se aceptó oficialmente en el derecho español, ni en la mayor parte de las instituciones, iglesias ni municipios de España. El daño más profundo fue el que hizo, como sucede con otras discriminaciones raciales, en el ámbito del estatus, el rango social y la promoción. Pero en ningún momento llegó a convertirse en una obsesión nacional. [...] A finales del siglo XVII, los pocos estatutos que aún perduraban estaban siendo abiertamente ignorados y contravenidos a cada paso". La única excepción fue el caso de los chuetas de Mallorca, cuya discriminación se mantuvo hasta la segunda mitad del siglo XIX.
En el siglo XVIII los ministros ilustrados del reformismo borbónico criticaron los estatutos aunque no los abolieron —el conde de Floridablanca los condenó porque "se castiga la más santa acción del hombre, que es su conversión a nuestra santa fe, con la misma pena que el mayor delito, que es apostatar de ella"—. La abolición se produjo en el siglo XIX por una Real orden del 31 de enero de 1835, en el marco de la Revolución liberal española que puso fin al Antiguo Régimen, aunque hasta 1859 se mantuvo para los oficiales del ejército. Una ley de mayo de 1865 abolió las pruebas de limpieza de sangre para los matrimonios y para ciertos cargos civiles y militares.